# سانتو سبيريتو (فلورنسا)

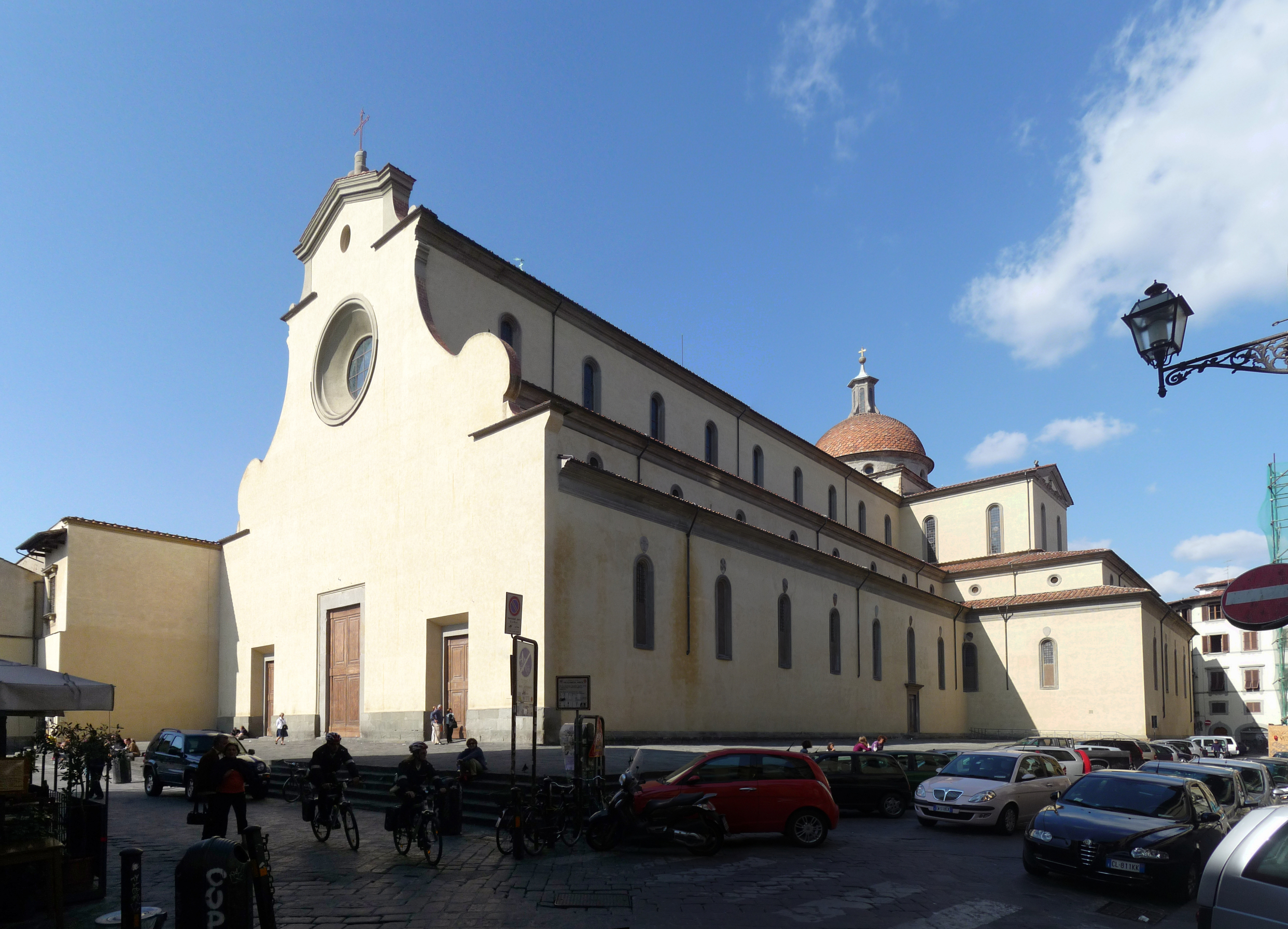

كنيسة سانتا ماريا ديل سانتو سبيريتو هي كنيسة في فلورنسا بإيطاليا. عادة ما يشار إليها اختصارا باسم سانتو سبيريتو، وتقع في منطقة أولترارنو، مواجهةً ميدانًا بنفس الاسم. المبنى في الداخل هو أحد الأمثلة البارزة على عمارة عصر النهضة.